# Sjadirvan

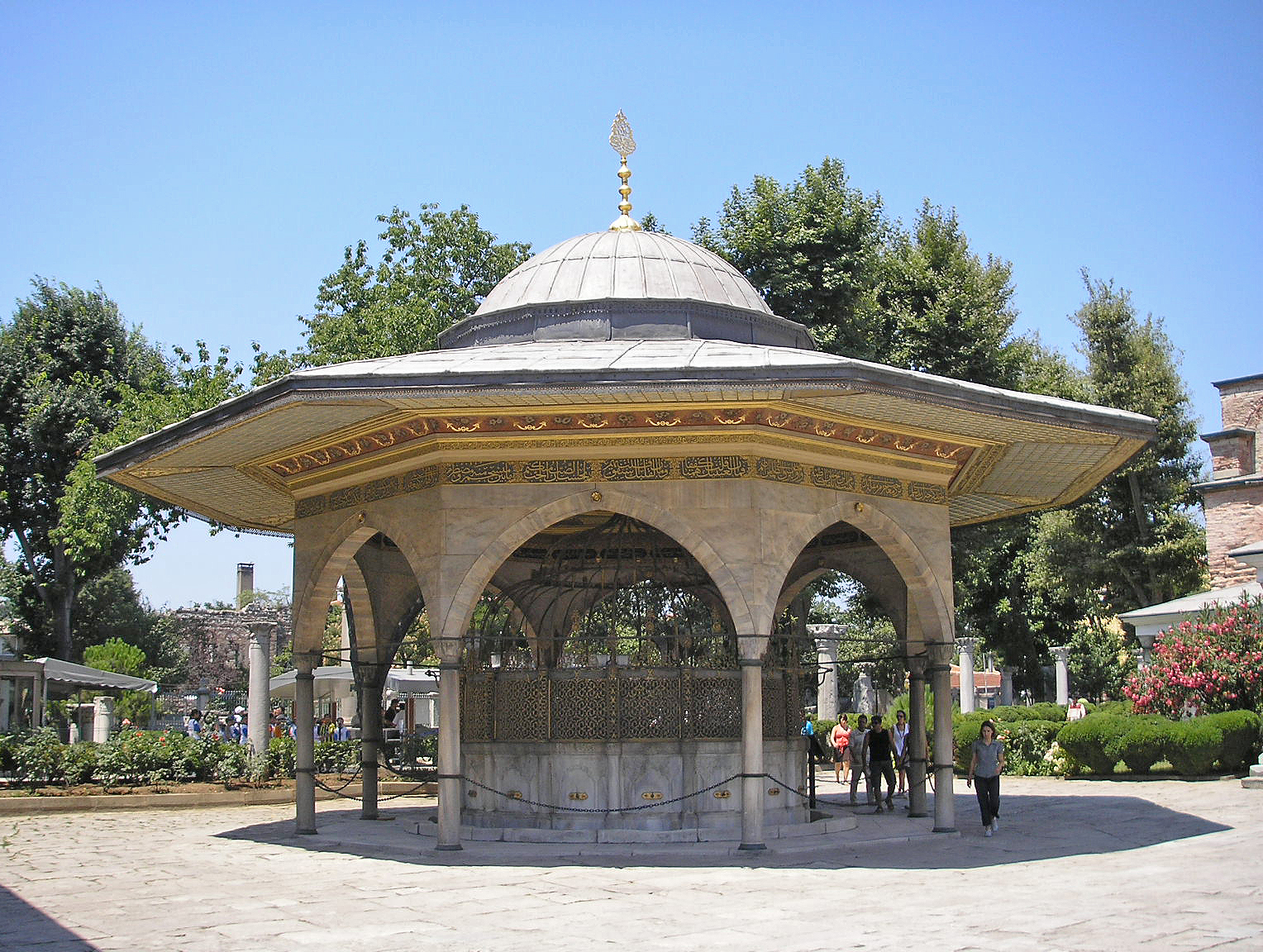
Een sadırvan voor rituele wassingen, in de buurt van de Hagia Sophia in Istanboel

Een sjadirvan (Arabisch: شاذروان; Turks: şadirvan) is een soort overdekte fontein, die meestal wordt gebouwd in een tuin of bij de ingang voor moskeeën, karavanserais, khanqahs en madrassas. Bij moskeeën tref je ze meestal aan bij de hoofdingang of op de binnenplaats. Sjadirvans hebben meestal een zeshoekig of achthoekig dak en meerdere waterkranen. De fonteinen zijn een belangrijk onderdeel van de religieuze Ottomaanse architectuur. Ze zijn te onderscheiden van een sebil, een fontein aan de buitenmuur van een moskeecomplex en de çeşme, een fonteinpaviljoen, die op openbare plaatsen in grote Ottomaanse steden werden opgericht.
Het belangrijkste doel hiervan is water te bieden om te drinken of rituele wassingen uit te voeren. Het kan door meerdere personen tegelijk gebruikt worden. Verder heeft het ook een decoratieve functie en dient het als geluidselement.
De sadirvan is Perzische oorsprong en een typisch element binnen de Ottomaanse architectuur.